# Angelo Morbelli
Angelo Morbelli (Alessandria, 18 luglio 1853 – Milano, 7 novembre 1919) è stato un pittore italiano.

## Biografia
Nato ad Alessandria, il 18 luglio 1853, figlio di Giovanni, funzionario statale, originario di Casale Monferrato e di Giovannina Ferraris, cominciò l'attività artistica in campo musicale, ma dovette presto abbandonare, in quanto affetto da una sordità progressiva. Si dedicò allora alla pittura.
Frequentò l'Accademia di Belle Arti di Brera a partire dal 1867 dove fu allievo di Giuseppe Bertini. Cominciò così a esporre dapprima a Milano, e in seguito anche a Torino. I temi prediletti spaziavano dalla storia al paesaggio. Nel 1880 l'esposizione a Brera dell'opera Goethe morente, lo rese noto al grande pubblico.
A partire dal 1883 i temi pittorici di Morbelli si orientano verso l'interpretazione della realtà. In particolare cominciò a rappresentare gli anziani ricoverati nel Pio Albergo Trivulzio, tema che gli fu sempre particolarmente caro. Proprio in quell'anno vinse il premio Fumagalli con l'opera Giorni... ultimi'.
All'inizio degli anni ottanta sposò Maria Pagani, che gli ispirò molti quadri sul tema della maternità (dalla moglie ebbe quattro figli).
Morbelli cominciò progressivamente ad adottare la scomposizione dei colori e intorno al 1890 abbracciò il Divisionismo e strinse amicizia con Leonardo Bistolfi e Giuseppe Pellizza da Volpedo.
Passò quindi a dipingere i paesaggi collinari del casalese e delle risaie del vercellese. Acquistata una casa nella frazione Colma, presso Rosignano Monferrato, ne fece oggetto di molti quadri.
 Si dedicò anche alla rappresentazione dei paesaggi montani, durante i numerosi soggiorni estivi a Santa Caterina Valfurva.
Nel 1897 vinse la medaglia d'oro di Dresda con Per ottanta centesimi e S'avanza. Nel 1900 fu premiato con la medaglia d'oro dell'Esposizione Universale di Parigi del 1900 con Giorno di festa al Pio Albergo Trivulzio.
Con il nuovo secolo, riprese il tema del Pio Albergo Trivulzio, dei paesaggi marini ed i temi legati alla maternità e alla vita.
Nel 1908-1909 entrò in contatto con Carrà e Boccioni.
Trascorse gli ultimi anni tra gli inverni milanesi e le estati alla Colma e in Val d'Usseglio, luoghi che continuarono a ispirarlo nella sua attività pittorica.

## Galleria d'immagini

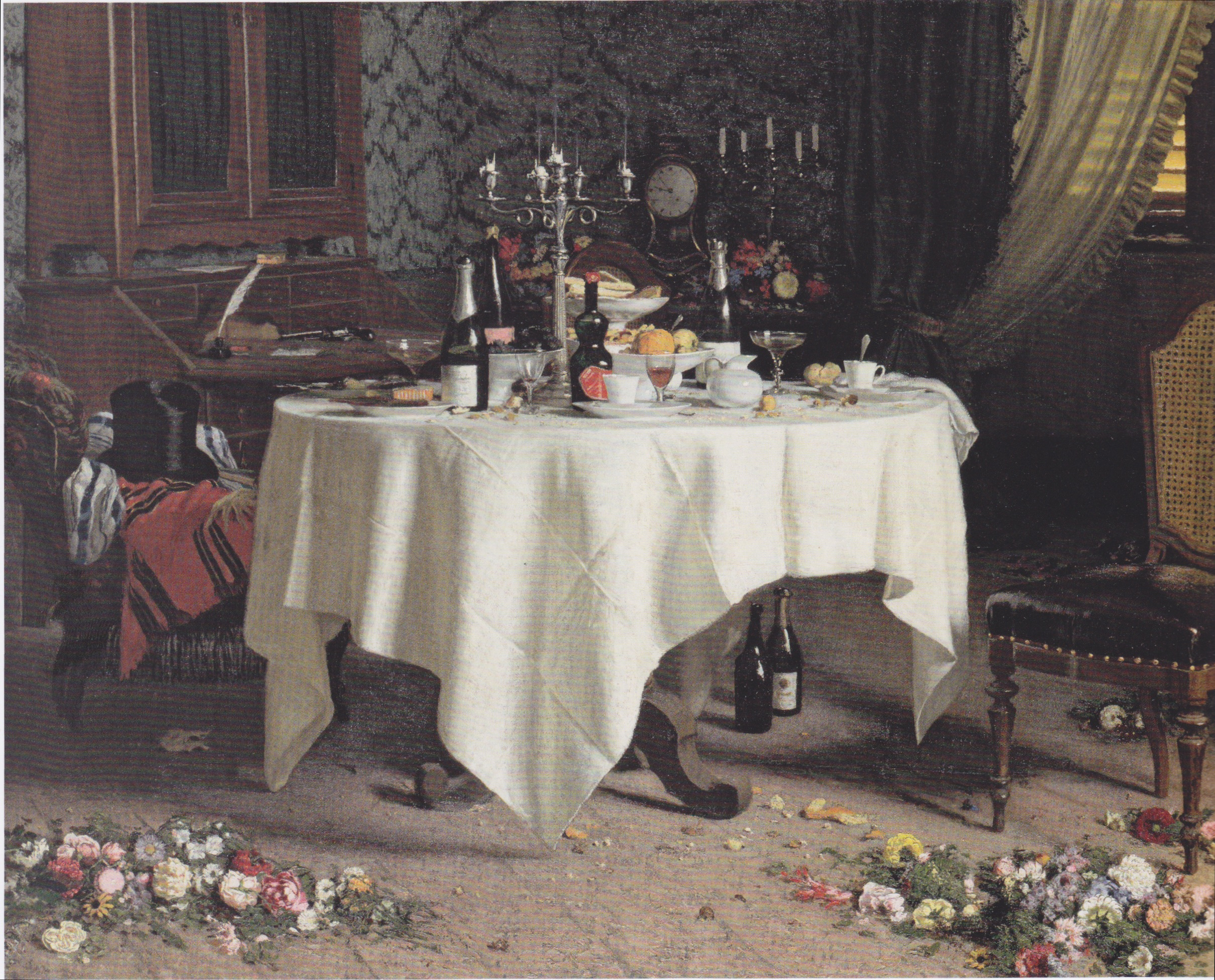
Asfissia! (parte sinistra)
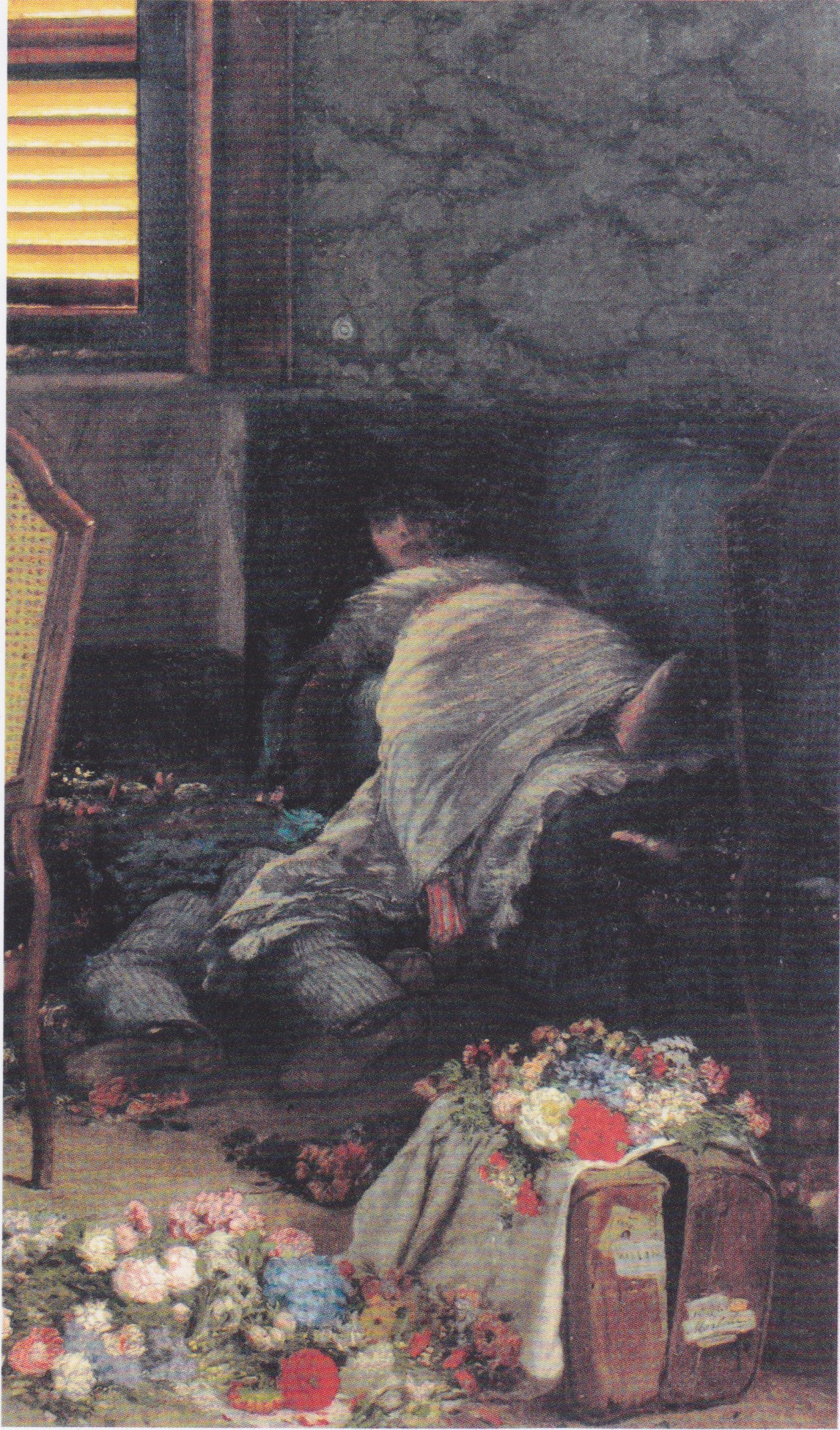
Asfissia! (parte destra)
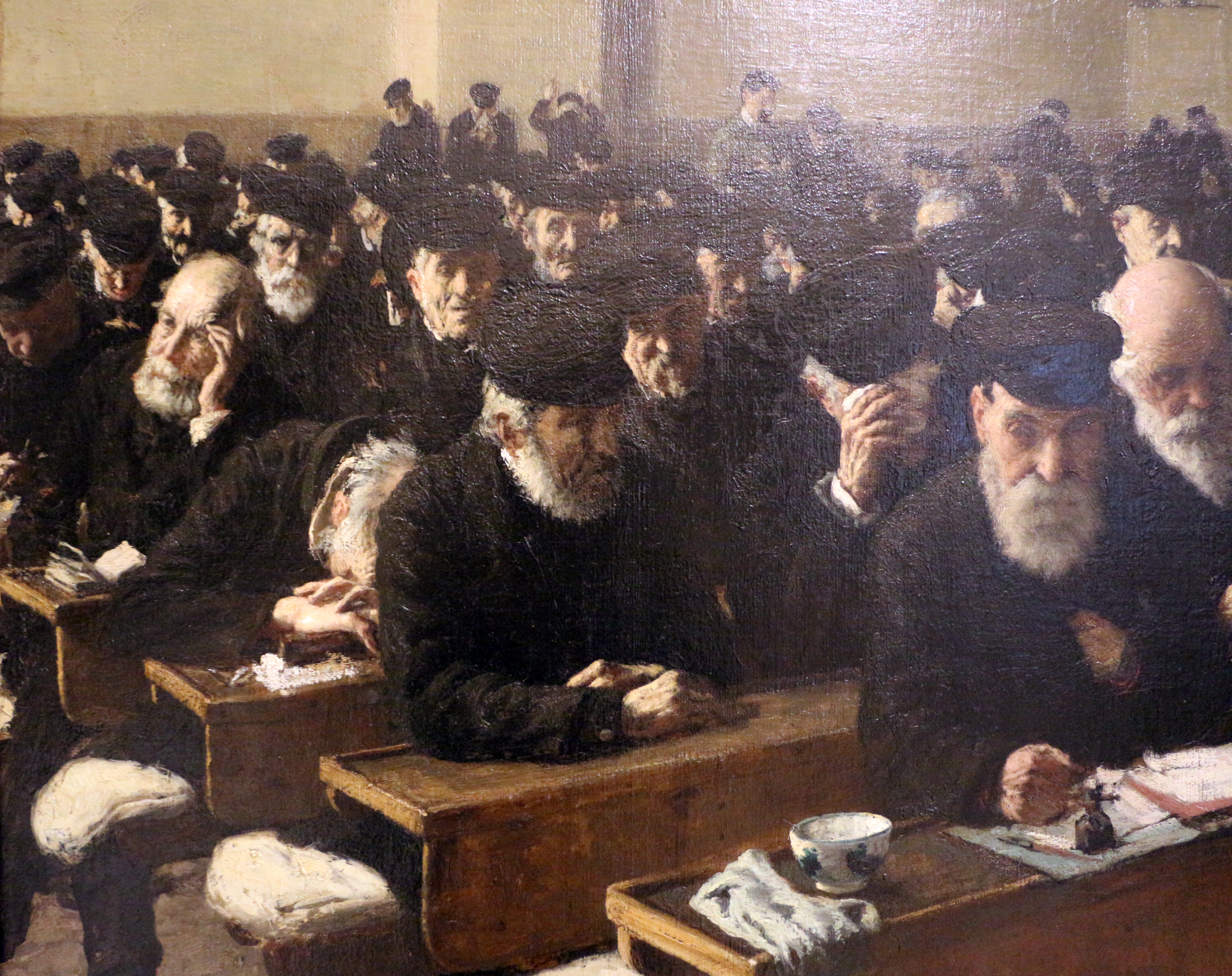
Giorni Ultimi
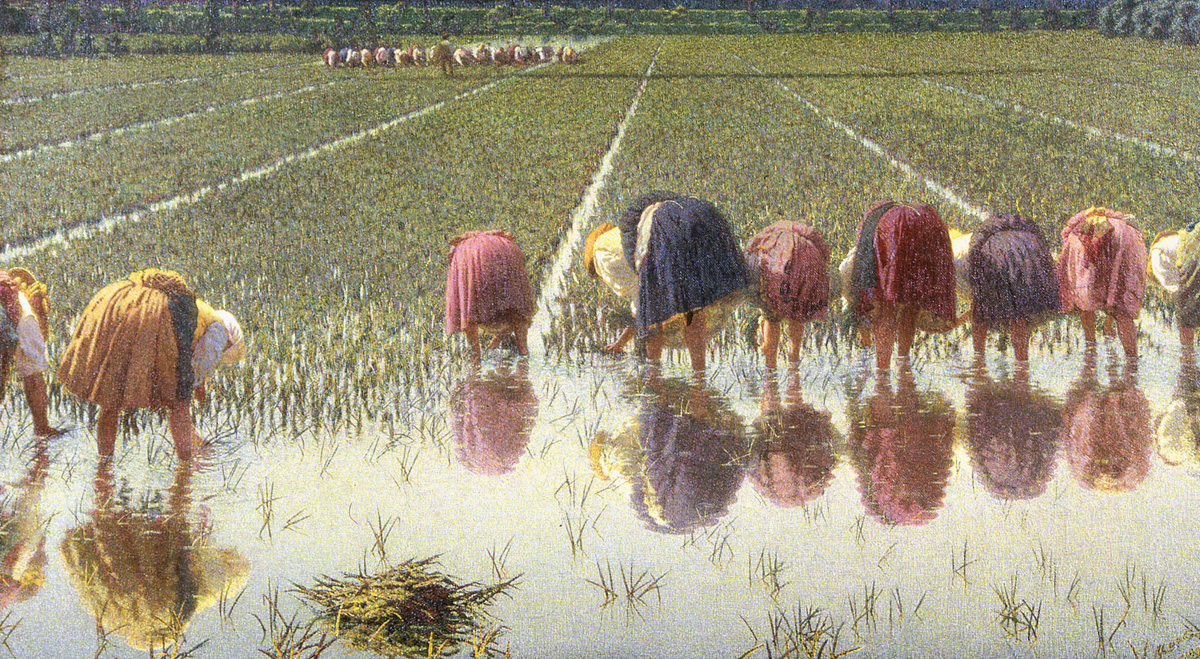
Per ottanta centesimi
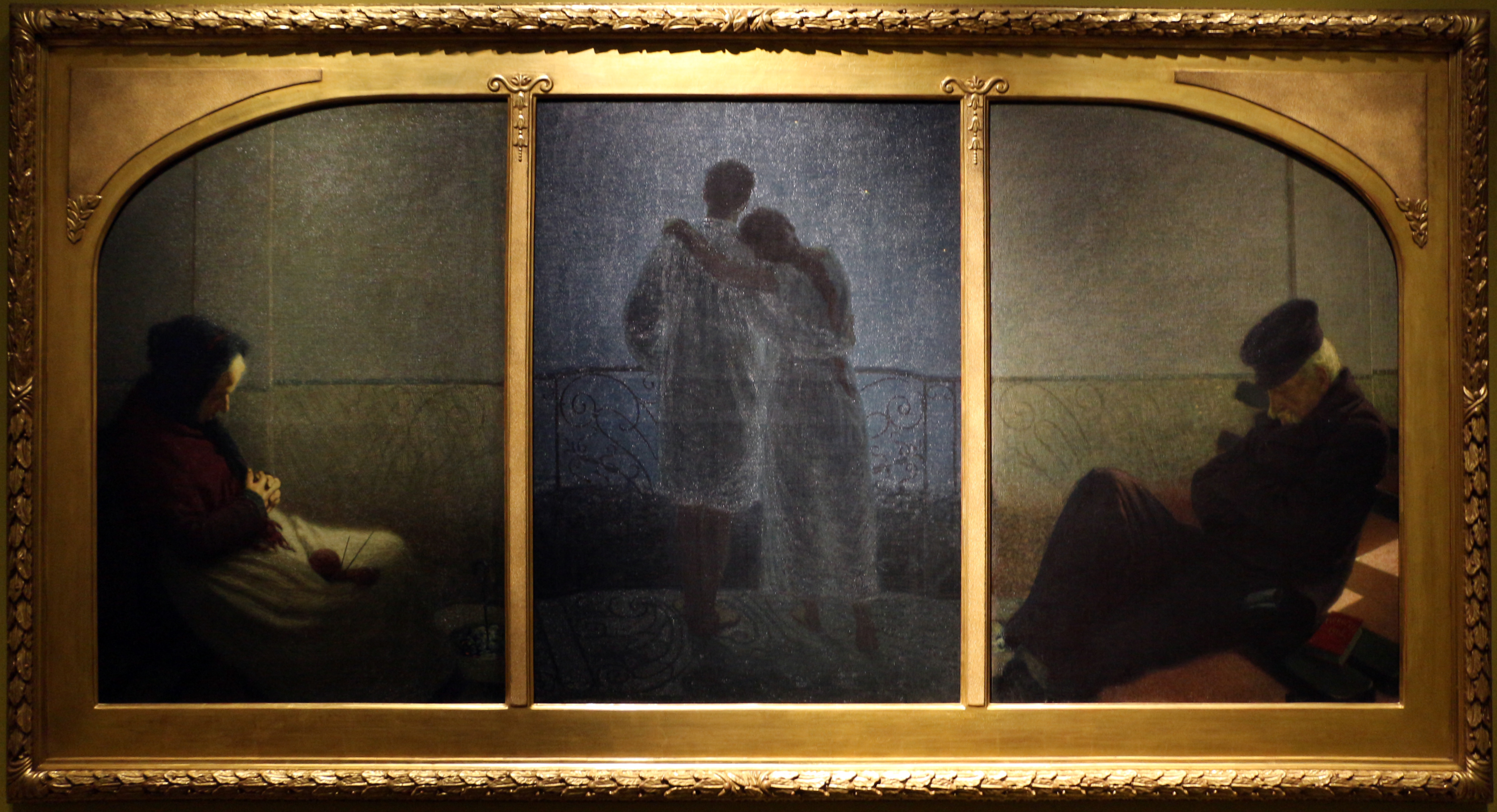
Sogno e realtà
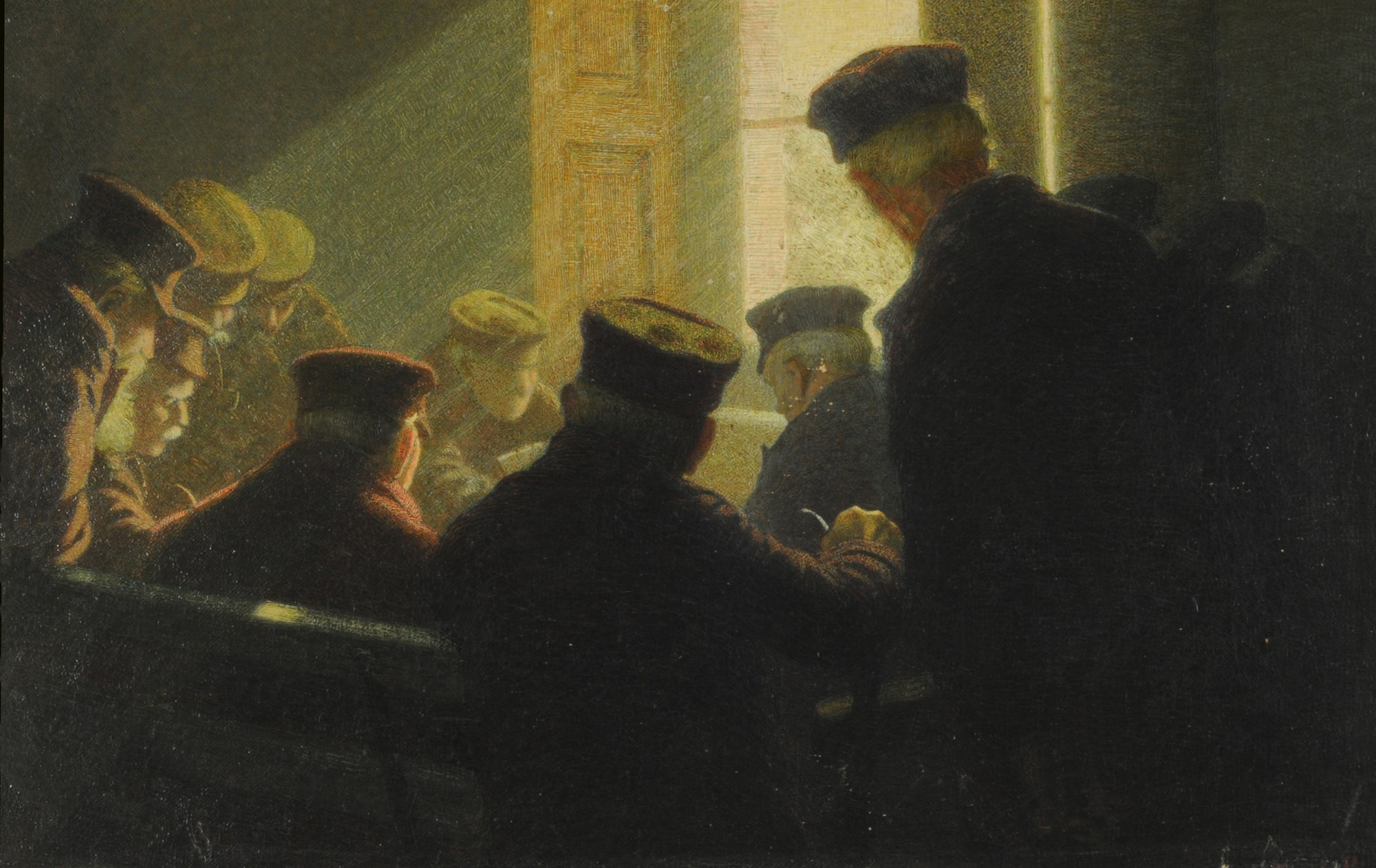
Una partita interessante
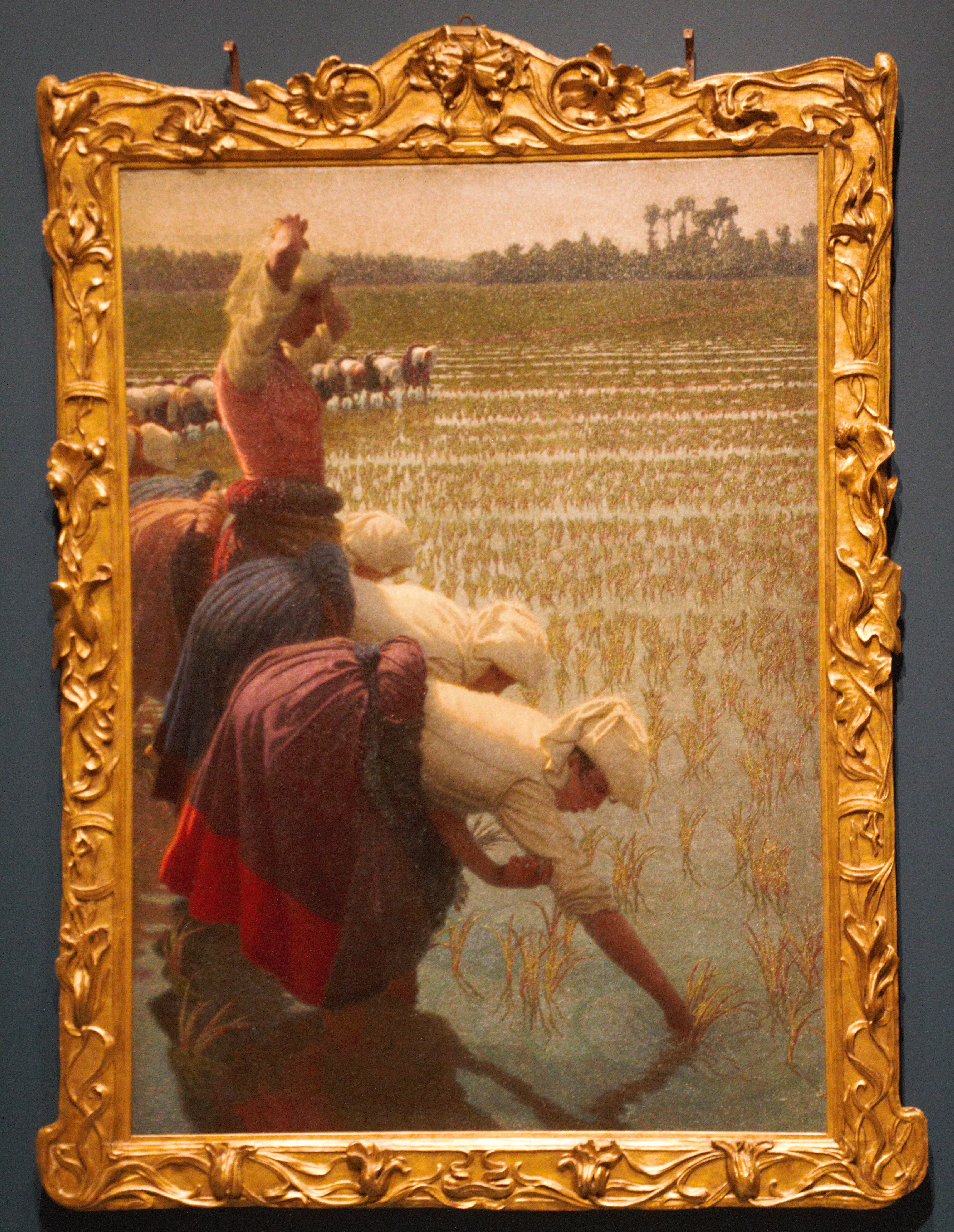
In risaia

## Opere principali
- La cascina (1878), olio su tela, Museo civico, Casale Monferrato;
- Goethe morente (1880), olio su tela, Fondo Museo Civico e Pinacoteca, Alessandria;
- Giorni ultimi (1882-1883), olio su tela, Galleria d'Arte Moderna, Milano[1][2];
- Ritorno alla stalla (1882), olio su tela, collezione privata;
- Asfissia! (1884), olio su tela, Galleria civica d'arte moderna e contemporanea, Torino[3];
- Pall-Mall Gazette (Venduta) (1884), olio su tela, Galleria d'Arte Moderna, Milano[4];
- Il viatico (1884), olio su tela, Galleria Nazionale d'Arte Moderna, Roma[5];
- Le suffraganti (1887-1890), olio su tela, Banca Popolare di Novara;
- La Stazione Centrale di Milano nel 1889 (1889), olio su tela, Galleria d'Arte Moderna, Milano[6][7];
- La prima lettera (1890-1891), olio su tela, collezione privata;
- Vecchine curiose (1891), olio su tela, Pinacoteca Il Divisionismo, Fondazione Cassa di Risparmio Tortona;
- Alba (1891), olio su tela, Museo nazionale d'arte della Catalogna, Barcellona[8];
- Giorno di festa al Pio Albergo Trivulzio (1892), Museo d'Orsay, Parigi;
- Incensum Domino! (1892), olio su tela, Pinacoteca Il Divisionismo, Fondazione Cassa di Risparmio Tortona;
- Per 80 centesimi (1895), olio su tela, Museo Francesco Borgogna, Vercelli[9];
- S'avanza (1896), olio su tela, Galleria d'arte moderna Achille Forti, Verona[10];
- Entremets. Mi ricordo quand'ero fanciulla (1903), olio su tela, Pinacoteca Il Divisionismo, Fondazione Cassa di Risparmio Tortona;
- Vecchie calzette (1903), olio su tela, collezione privata;
- La sedia vuota (1903), olio su tela, collezione privata;
- Siesta invernale (1903), olio su tela, Fondo Museo Civico e Pinacoteca, Alessandria;
- Veduta del Lago d’Iseo (1903), olio su tela, Accademia Tadini, Lovere;
- Il Natale dei rimasti (1903), olio su tela, Galleria d'Arte Moderna Ca' Pesaro, Venezia;
- Una partita interessante (1904), olio su tela, Museo Nazionale delle Belle Arti, Buenos Aires[11];
- Sogno e realtà. Trittico della vita (1905), olio su tela, Gallerie d'Italia - Milano;
- Ritratto di Odoardo Fano (1906), olio su tela, Raccolte d'arte dell'Ospedale Maggiore di Milano[12];
- Un Natale al Pio Albergo Trivulzio (1909), olio su tela, Galleria civica d'arte moderna e contemporanea, Torino;
- La prima Messa a Burano (1910), olio su tela, Galleria civica d'arte moderna e contemporanea, Torino;
- Ballerina a riposo (1910), olio su tela, collezione privata;
- Anima triste (1910), olio su tela, Pinacoteca Il Divisionismo, Fondazione Cassa di Risparmio Tortona;
- Angolo di giardino (1910), olio su tela, Galleria Giannoni, Novara[13];
- Giardino alla Colma (1911), olio su tela, Museo dei Cappuccini, Milano;
- Inverno nel Pio Albergo Trivulzio (1911), olio su tela, Museo di Palazzo Morando, Milano[14][15];
- Angolo di giardino (con sfondo di paesaggio) (1912), olio su tela, Pinacoteca Corrado Giaquinto, Bari[16];
- Meditazione (1913), olio su tela, collezione privata[17];
- Casa di riposo Bonacossa a Dorno Lomellina (1913), olio su tela, Collezione d'arte Banca d'Italia, Roma[18];
- Battello su Lago Maggiore (1915), olio su tela, Collezioni d'arte della Fondazione Cariplo[19][20];
- Il Duomo di Milano. Le guglie del Duomo di Milano (1915), olio su tela, Museo di Palazzo Morando, Milano[21];
- Alba domenicale (1915), olio su tela, Galleria d'arte moderna Ricci Oddi, Piacenza[22];
- Il telegramma (1915), olio su tela, collezione privata;
- Distendendo panni al sole (1916), olio su tela, collezione privata[23];
- Tempo di pioggia (1916), olio su tela, Galleria d'Arte Moderna, Milano;
- L'orto dell’artista (1916), olio su tela, Collezione d'arte Banca d'Italia, Roma[24];
- Pax - La stalla (1918), olio su tela, collezione privata;
- Dalla colma (1918-1819), olio su tela, Collezione d'arte Banca d'Italia, Roma[25];
- Il refettorio del Pio Albergo Trivulzio. Il refettorio dei vecchioni (1919), olio su tela, Museo di Palazzo Morando, Milano[26][27];
- Alta montagna (non datata), olio su tela, Galleria Giannoni, Novara[28];
- Colline del Monferrato (non datata), olio su tela, collezione privata[29].